# Pas Miedzionośny

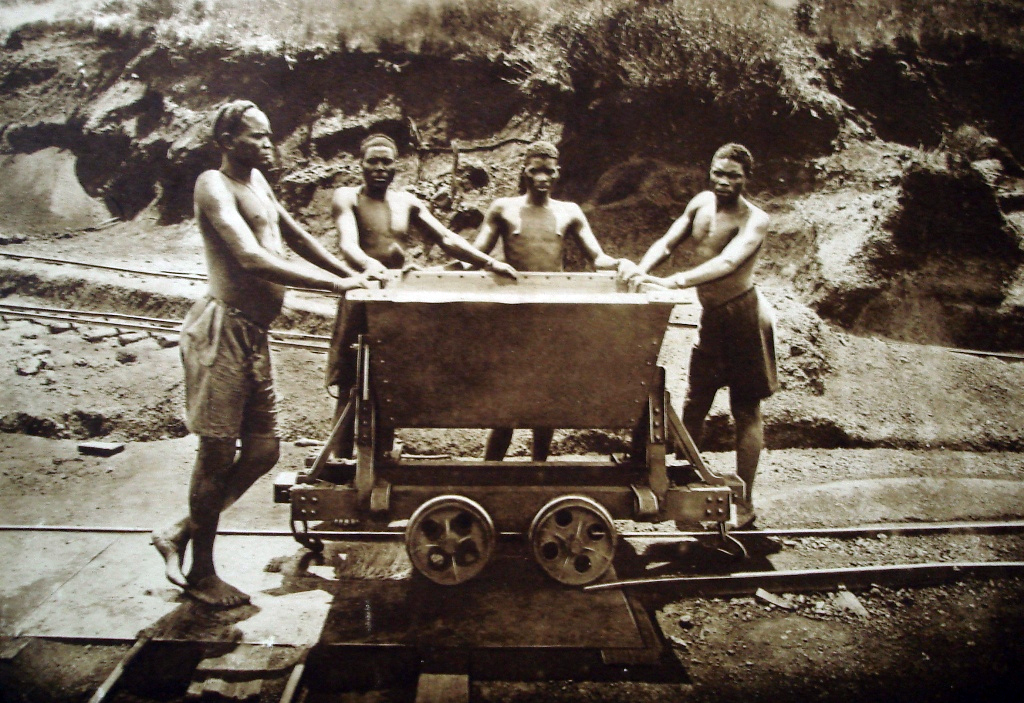
Rwandyjscy robotnicy pracujący w kopalni miedzi w ówczesnym Kongo Belgijskim, ok. 1920

Pas Miedzionośny (ang. Copperbelt lub Copper belt) – strefa w południowej części Afryki, rozciągająca się od Prowincji Katanga w Demokratycznej Republice Konga do Prowincji Copperbelt w Zambii, w której znajdują się duże zasoby przede wszystkim miedzi (15% zasobów światowych), ale również kobaltu, uranu, cynku, ołowiu, srebra oraz manganu. Najważniejsze centra wydobywcze to miasta: Ndola, Kitwe, Chingola, Luanshya i Mufulira w Zambii oraz Lubumbashi w Demokratycznej Republice Konga.